# 주 평왕
주 평왕(周 平王)은 주나라의 제13대 왕이다. 성은 희(姬), 이름은 의구(宜臼)이다. 주 유왕의 아들이다.

## 생애
평왕 시대부터의 주는 동주로 불린다.
의구는 원래 유왕의 태자였지만 포사가 후궁으로 들어와 총애를 받아 백복을 낳았고, 백복이 태자가 되면서 의구는 폐태자되어 신으로 달아났다. 어머니이며 함께 폐후된 신후(申后)의 아버지인 신후(申侯)는 이에 분개하여 유왕이 못된 장난으로 봉화를 이용, 제후들을 불러내 신뢰를 잃고 있던 것을 기회로 삼아 서쪽의 견융과 협력해 유왕을 공격했다. 기원전 771년, 유왕과 백복은 여산에서 살해되었고 포사도 견융이 데리고 감으로써, 서주는 멸망하였다.
왕이 사망한 후 제후들은 폐태자 의구를 옹립했다. 그러나 도성인 호경은 전란으로 황폐해졌기 때문에 기원전 770년에 낙읍(현재의 뤄양 시)의 왕성으로 천도하려 하였다. 그 때 위 무공이 왕도가 쇠미해질 것 이라며 반대했으나 소주공(小周公) 훤(喧)은 천도하여야 한다고 강력히 주장하여 마침내 천도해 동주가 시작되었다.
그런데 호경에는 동생이자 괵공 한(翰)이 옹립한 휴왕(攜王)과 그의 당이 남아 평왕과 병립(竝立)했다. 그러나 기원전 760년에 진 문후가 휴왕을 죽이고 그의 당을 평정했다.
평왕은 51년간 재위한 후에 사망했다. 태자인 예보(洩父)는 요절해 그의 아들인 림(林)이 왕위를 계승했다.
| 전 임 아버지 유왕 궁생 | 제13대 주나라의 왕 기원전 770년 ~ 기원전 720년 | 후 임 손자 환왕 림 |